# Bill Wheatley
William John « Bill » Wheatley, né le 5 juillet 1909 à Gypsum, dans le Kansas, mort le 5 février 1992, à El Cerrito, en Californie, est un ancien joueur américain de basket-ball. Il évolue au poste d'arrière. 

## Palmarès
- Champion olympique 1936